# Syndicat mixte pour l'aménagement de la vallée du Lot
Le Syndicat mixte pour l'aménagement de la vallée du Lot est un syndicat mixte situé dans le département de Lot-et-Garonne et la région Nouvelle-Aquitaine.

## Situation
Le syndicat mixte est situé au Nord-Est du Lot-et-Garonne.

## Description
- Date de reconnaissance : 1996[1]
- Surface : 1 764 km²
- Population :  109 912 habitants
- Villes principales :  Villeneuve-sur-Lot, Fumel, Saint-Étienne-de-Fougères, Aiguillon, Penne-d'Agenais, Monflanquin, Clairac

## Communes membres
Il regroupe une communauté d'agglomération et quatre communautés de communes pour un total de 133 communes.
- Communauté d'agglomération du Grand Villeneuvois
- Communauté de communes des Bastides en Haut-Agenais Périgord
- Communauté de communes Lot et Tolzac
- Communauté de communes du Confluent et des Coteaux de Prayssas
- Communauté de communes Fumel Vallée du Lot